# East End United FC
East End United ist ein Fußballverein aus East End auf den Cayman Islands. Der Verein spielt derzeit in der 2. Liga der Cayman Islands.

## Erfolge
- CIFA FA Cup: 1

1995/1996